# Green (R.E.M.의 음반)
| 전문가 평가                   | 전문가 평가 |
| 평가 점수                     | 평가 점수   |
| 출처                          | 점수        |
| ----------------------------- | ----------- |
| AllMusic                      | [ 1 ]       |
| Chicago Tribune               | [ 2 ]       |
| Entertainment Weekly          | B+          |
| Los Angeles Times             | [ 4 ]       |
| NME                           | 9/10        |
| Pitchfork                     | 8.4/10      |
| Q                             | [ 7 ]       |
| Rolling Stone                 | [ 8 ]       |
| The Rolling Stone Album Guide | [ 9 ]       |
| The Village Voice             | B+          |

《Green》은 워너 브라더스 레코드가 1988년 11월 7일에 발매한 미국의 얼터너티브 록 밴드 R.E.M.의 여섯 번째 스튜디오 음반이다. 밴드와 스콧 리트가 프로듀싱한 이 음반은 가사와 포장 모두에서 정치적 이슈를 계속 탐구했다. 이 밴드는 이 음반에서 주요 록 곡을 쓰고 만돌린을 포함한 그들의 사운드에 새로운 악기를 통합하고 그들의 원래 악기를 다른 노래로 바꾸는 실험을 했다.
발매하자마자 《Green》은 비판적이고 상업적인 성공을 거두었다. 《Green》을 홍보하기 위해, 밴드는 11개월간의 월드 투어를 시작했고 음반의 네 곡인 〈Orange Crush〉, 〈Stand〉, 〈Pop Song 89〉, 그리고 〈Get Up〉을 발매했다.

## 배경 및 녹음
1987년 《Document》가 발매되면서, R.E.M.은 I.R.S. 레코드와의 계약을 이행했다. 1988년 초 이 밴드는 I.R.S.의 제이 보베르그 대표에게 레이블을 떠난다고 말했다. 기타리스트 피터 벅은 또한 그의 그룹이 I.R.S.에 의해 잘 팔려야 한다는 압박을 받고 있다고 느꼈지만 I.R.S의 배급사인 MCA 레코드는 이 앙상블을 우선시하지 않았다고 설명했다. R.E.M.의 경영진은 그 밴드에 관심을 보이는 어떤 음반회사에도 접근했다. 비록 다른 상표들이 더 많은 돈을 제공했지만, R.E.M.은 최종적으로 워너 브라더스 레코드와 6백만 달러에서 1천2백만 달러 사이의 계약을 체결한 것으로 알려졌다. 주요 레이블로 이동한 것에 비추어, 그 밴드는 그것이 매진되었다고 주장하는 일부 팬들의 비난에 대한 인터뷰에서 방어적이 되었다.

## 커버 아트
커버 아트는 뉴욕시의 미니멀리스트 라인 화가 존 맥카퍼티가 그렸다. 이 음반의 홍보용 복사본은 제목과 아티스트가 도용되고 "R" 양쪽 위에 "4"라는 숫자가 새겨진, 천으로 덮인 디지팩에 들어 있었다. 색깔과 질감은 나무껍질을 모방하기 위해 만들어졌다.
음반과 카세트 테이프 커버의 원래 프레스팅은 "Green"과 "R.E.M."의 R 위에 4번 스폿이 니스 처리되었다. 그 대가로, "R. Stand"는 뒷면 커버의 트랙 리스트에 "4. Stand" 대신 나타난다. 알고 보니, 이것은 초기 타이핑 실수의 산물이었고, "4"는 키보드의 "R"에 매우 가까운 숫자였기 때문에, "그린"은 한때 "G4een"의 철자를 잘못 썼고, 그 실수는 이렇게 채택되었다. 이 음반은 밴드가 최초로 인쇄된 가사를 선보였는데, 〈World Leader Pretend〉의 가사만 등장하였다.
《Green》은 홍보용 CD로만 발매되었지만, 스페셜 에디션 버전으로도 발매된 최초의 R.E.M. 음반이다. R.E.M.은 그들의 마지막 스튜디오 음반 2011년의 《Collapse into Now》를 제외하고, 계속해서 그들이 발매한 각각의 후속 음반의 스페셜 에디션 버전을 만들 것이다.
음반 제목은 《Green》이지만 LP의 커버 삽화는 오렌지색이다(이것은 CD와 카세트 테이프의 일부 버전에서는 밝은 노란색 음영으로 변경되었다). 그 이유는 주황색 이미지를 몇 초 동안 응시하다가 눈을 감으면 녹색 음의 이미지가 나타나기 때문이다. 이런 식으로 보았을 때, 커버 아트는 초록색 풀을 묘사하는 것으로 보인다.

## 곡 목록
모든 곡들은 빌 베리, 피터 벅, 마이크 밀스 그리고 마이클 스타이프가 작사/작곡하였다.
| #  | 제목                       | 재생 시간 |
| -- | -------------------------- | --------- |
| 1. | 〈Pop Song 89〉            | 3:04      |
| 2. | 〈Get Up〉                 | 2:39      |
| 3. | 〈You Are the Everything〉 | 3:41      |
| 4. | 〈Stand〉                  | 3:10      |
| 5. | 〈World Leader Pretend〉   | 4:17      |
| 6. | 〈The Wrong Child〉        | 3:36      |

| #  | 제목                      | 재생 시간 |
| -- | ------------------------- | --------- |
| 1. | 〈Orange Crush〉          | 3:51      |
| 2. | 〈Turn You Inside-Out〉   | 4:16      |
| 3. | 〈Hairshirt〉             | 3:55      |
| 4. | 〈I Remember California〉 | 4:59      |
| 5. | 〈5.Untitled〉            | 3:10      |

## 인증
| 국가                       | 인증        | 판매량/출하량 |
| -------------------------- | ----------- | ------------- |
| 캐나다 (뮤직 캐나다)       | 2× 플래티넘 | 200,000^      |
| 뉴질랜드 (RMNZ)            | 골드        | 7,500^        |
| 스페인 (PROMUSICAE)        | 골드        | 50,000^       |
| 영국 (BPI)                 | 플래티넘    | 300,000^      |
| 미국 (RIAA)                | 2× 플래티넘 | 2,000,000^    |
| ^출하량을 기반으로 한 인증 |             |               |